# Pentoniscus pruinosus
Pentoniscus pruinosus là một loài chân đều trong họ Philosciidae. Loài này được Richardson miêu tả khoa học năm 1913.